# Nociazzi
Nociazzi è una frazione del comune di Castellana Sicula, nel Parco delle Madonie, è suddivisa in Nociazzi Superiore (o Alto) e Nociazzi Inferiore.

## Storia
I primi insediamenti urbani possono essere fatti risalire alla prima metà del XVII secolo, quando contadini e agricoltori provenienti dai paesi attigui (fra cui la fiorente Petralia), trovarono nella fertile collina ove sorgerà Castellana ottime possibilità per la coltivazione della terra.
Con datazione incerta fra il XVIII e XVII secolo (plausibilmente fra il 1650 e il 1713, data in cui gli spagnoli cedono in seguito alla pace di Utrecht i domini siciliani agli Asburgo d'Austria) il duca di Ferrandina, feudatario del luogo (comprendente i feudi di Castellana, Fana e Maimone), otterrà da re Filippo V di Spagna lo ius populandi, con il quale ha il diritto di insediare nuovi borghi.
Probabilmente in seguito al matrimonio con Gemma, nobile della famiglia spagnola dei Castellana (o Castelletti, Castellitti o Incastilletta, originaria della Catalogna), in omaggio alla consorte chiamerà la città proprio Castellana e lo stemma sarà presente anche a Nociazzi. Oltre al centro abitato di Castellana sorsero altri borghi, tra cui Nociazzi.
Nociazzi sorse nella parte più alta del territorio, a circa 1000 m.s.l.m, ai piedi delle cime più alte della catena montuosa delle Madonie. È contigua ad una delle quattro Trazzere Regie (o tratturi) che solcavano il territorio e che in quella costituivano uno degli snodi fondamentali per i passaggi del bestiame nella Sicilia centro-settentrionale.
Bisognerà attendere addirittura il XX secolo perché il popolamento nelle campagne giunga massiccio. Nel 1947 il centro abitato di Castellana Sicula diventò comune autonomo della provincia di Palermo, raggruppando i borghi contigui di Calcarelli, Frazzucchi, Catalani e Nociazzi.
Il nome deriva probabilmente dai grandi alberi di noce molto diffusi in passato. A conferma di ciò vi è lo stemma a doppio sfondo riprodotto sulla Casina, villa nobiliare del luogo. Lo stemma raffigura sulla parte sinistra un leone e un torrione (plausibile riferimento alla famiglia spagnola) e sulla parte destra un leone e un albero di noce.
Nociazzi, nonostante la continua emigrazione iniziata a fine ottocento, tuttora molto attiva, ebbe un continuo aumento del numero di abitanti sino alla metà del secolo scorso. Il numero massimo sfiorò i 500 abitanti. Un violento nubifragio verificatosi nella notte del 5 agosto 1953 comportò l'inizio della fine di Nociazzi Superiore. Questa parte del centro abitato era stata realizzata in contiguità con uno degli affluenti del fiume Imera Meridionale. La violenta piena causò lo sprofondamento del letto del fiume che rese instabili le abitazioni prospicienti. Gli abitanti si trasferirono in massa a Nociazzi Inferiore e nei paesi vicini.

## Clima
Nociazzi Inferiore si trova ad una altezza sul mare compresa tra 950 e 1000 metri. Nonostante la notevole altezza il clima è molto mite. Il borgo, giacente su un dolce declivo, è esposto a sud. È difeso dai venti gelidi della tramontana dalla catena montuosa delle Madonie, ad ovest e ad est dai prolungamenti dei pendii della catena montuosa che tengono il borgo come in un abbraccio. Le nevicate si verificano ad ogni inverno ma non comportano abbassamenti notevoli delle temperature. Al massimo qualche grado sotto lo zero. Molto rare le gelate. In estate il clima è molto gradevole. Caldo ma mai afoso, fa sì che tanta gente venga a soggiornare sul posto per sfuggire alla arsura delle zone costiere.

## Idrografia
Il borgo è ubicato in mezzo a due dei maggiori affluenti del fiume Imera Meridionale. Distano tra loro poco più di un chilometro. Raccolgono le acque del versante meridionale dei monti delle Madonie. Sempre in piena nei mesi invernali, riducono notevolmente la loro portata nei mesi estivi. Il territorio è molto ricco di acqua. Vi sono diverse sorgenti, con acqua affiorante. Per la ricchezza d'acqua una delle contrade più estese è stata denominata "Margi". Fino agli anni quaranta era in funzione un mulino ad acqua alimentato dall'affluente posto a ovest del centro abitato. L'acqua di alcune sorgenti è a basso contenuto di calcio, molto diuretica. Si presta bene per l'uso umano. 

## Agricoltura
L'Agricoltura ha rappresentato da sempre l'attività economica principale. Le superfici agricole sono condotte a seminativo. La coltura del frumento si alterna con le colture foraggere, quali veccia e sulla. I frutteti, i vigneti e gli orti irrigui, sono a conduzione familiare. Anche la zootecnia fa la sua parte. Vi sono alcuni allevamenti di bovini e di pecore.

## Paesaggio
Il territorio circostante il centro abitato è coperto da una folta vegetazione. Sono diffusi i frutteti di tipo misto ad uso familiare. La fertilità del terreno e il clima mite consentono la coltivazione della gran parte dei fruttiferi. In passato erano diffuse le piante di noce, ciliegio, mandorlo, melo, pero e susino. A poche centinaia di metri erano presenti molti vigneti, soprattutto in contrada Zara. Causa la notevole migrazione verificatasi negli ultimi decenni i vigneti sono quasi del tutto scomparsi. Da notare che a Nociazzi fino alla fine del secolo scorso venivano coltivati i vitigni provenienti da oltralpe, quali: Chasselais dorato, Cinsaut, Grenache, Pedro ximenes nonché Inzolia e Moscato. Di recente, grazie alla mitezza del clima, sono state introdotte anche molte piante di olivo.
Il borgo è totalmente incluso dal Parco delle Madonie. La costituzione della zona protetta ha consentito agli uccelli e agli animali selvatici di potersi sviluppare. Andando in giro per il parco li si incontrano di frequente. Nel territorio soprastante il borgo, lungo le pendici del versante meridionale delle Madonie, la Regione Siciliana ha realizzato estesi boschi. Vi sono anche dei castagneti sia di proprietà del demanio che di proprietà privata.

## Informazioni turistiche
Nella parte alta del borgo, nella piccola piazza Carlo Alberto, che separa via Roma da via Po, si trova la chiesa parrocchiale dedicata al SS. Crocifisso. All'interno di essa sono da ammirare alcune statue. La terza Domenica di luglio ricorre la festa parrocchiale. Per tradizione viene dedicata ad anni alterni al SS. Crocifisso e a San Giuseppe. È la ricorrenza principale del borgo in cui si verifica la maggiore affluenza di gente sia dai paesi vicini che dal rientro degli emigrati. Oltre ai riti religiosi, nell'occasione, viene effettuata una riscoperta dei prodotti locali. 
Poco sopra il centro abitato, in contrada Piano Mulino, è stata realizzata un'area attrezzata, in prossimità del vecchio mulino. Il mulino ad acqua, ristrutturato di recente è una delle caratteristiche più importanti del paese. A poche decine di metri dal mulino, negli anni cinquanta, è stato posto un grande Crocifisso, a protezione della zona. Vi si svolge la funzione della salita al Calvario, il venerdì santo. A protezione degli abitanti è stata posta una Croce sopra una collina che domina il centro abitato. Una Croce in ferro infissa su un cubo in pietra. Alla periferia nord/ovest, a fianco della strada che conduce a Nociazzi Superiore, vi è il campetto poli uso, dotato di spalti. Una struttura utilizzata per il pattinaggio, il calcio a cinque e per eventuali rappresentazioni musicali o teatrali. A fianco del campetto poli uso si trova l'antico lavabo del borgo, denominato "U canali". La struttura è composta da un ampio abbeveratoio, utilizzato in passato per abbeverare i bovini e i muli del paese, e da 3 vasche in pietra, munite di lavabo. In passato rappresentava la lavanderia del paese. L'alternativa per le lavande, in caso di affollamento, era il torrente in prossimità del centro abitato di Nociazzi Superiore. Le strutture ricettive sono rappresentate da un ristorante che per il fatto di trovarsi di fronte il lavatoio è stato chiamato "La Fontana" e di un bar "Per Bacco". A circa un chilometro dal centro abitato si trova l' "Agriturismo Terravecchia". Di uffici pubblici è rimasto solo il distaccamento Forestale della Regione Siciliana.
Sulla cima più alta dei monti delle Madonie soprastanti Nociazzi si trova il santuario della Madonna dell'Alto (1819 metri s.l.m.), meta di pellegrinaggi ed escursioni. Il giorno dell'Ascensione di ogni anno si svolge la festa liturgica. Molti devoti, per ringraziamento alla Madonna, salgono scalzi (una salita di circa otto chilometri).
A Nociazzi è stato inventato il famoso "ballo della Cordella" dalla famiglia Di Gangi (una delle due famiglie più numerose che allora c'erano assieme ai Troina). La Cordella era un ballo di ringraziamento per il buon raccolto del grano. Esso consiste nell'intrecciare dei nastri, tenuti a giro dai danzatori, ad un palo girando sulle note della tarantella siciliana. Secondo altre fonti il ballo è stato inventato a Petralia Sottana. Bisogna sottolineare che all'epoca dell'invenzione del ballo Nociazzi e Castellana erano entrambi appartenenti al comune di Petralia Sottana, da ciò la disputa sulle origini del ballo.